# Jiří Žák (1946)
Jiří Žák (9. září 1946 Praha – 21. července 2024) byl český herec, spisovatel, scenárista, publicista a překladatel z francouzštiny, člen Divadla na Vinohradech.

## Život
Maturoval roku 1965 na Střední ekonomické škole v Praze, poté absolvoval obor herectví na Divadelní akademii múzických umění. Řadu let působil v oblastních divadlech (Městské divadlo v Mostě, Západočeské divadlo v Chebu) a následně působil v pražském Divadle na Vinohradech. Žil v Lounech.
Psal knihy a točil dokumenty o Francii, především o Paříži i o osobnostech země galského kohouta. Natočil cyklus rozhovorů s legendami francouzského filmu, mezi něž patří například Jean-Paul Belmondo, Jean Marais, Annie Girardotová, Pierre Richard, Claudia Cardinalová a mnozí další. V České televizi je autorem scénářů k dokumentárním cyklům a filmům (např. Francouzská interview, Evropané, Pohlednice z Montmartru).
Jeho příspěvky vycházely v řadě časopisů (např. Reflex, Harper´s Bazaar, Xantypa, Premiere, Koktejl).

## Filmografie
- 2006 – Obsluhoval jsem anglického krále – milionář
- 2010 – Doktor od Jezera hrochů – MUDr. Buben

## Překlady
Jiří Žák přeložil více než 20 knih, především herecké životopisy, knihy herců a divadelní hry, překládal rovněž romány a literaturu faktu.
- José Giovanni: Dobrodruzi (Les Aventuriers) – 1. přeložená kniha (1990), Můj přítel zrádce (Mon ami le traître) (1993), Psovod (1996)
- Gérard Depardieu: Ukradené dopisy (Lettres volées) (1993)
- Nella Bielski, John Berger: Otázka zeměpisu (La question de géographie) (1993)
- Roger Frison-Roche: Propast (La grande crevasse) (1993)
- Annie Girardotová: Žít láskou (1993)
- Bernard Tapie: Vítězit (Gagner) (1993)
- Sébastien Japrisot: Cestující v dešti (Le Passager de la pluie) (1994), Vášeň žen (La Passion des femmes) (1995)
- René Desmaison: 342 hodin ve stěně Grandes Jorasses (342 heures dans les Grandes Jorasses) (1994)
- Stéphane Bourgoin: Bestiální vrazi (Douze serial killers) (1994)
- André Castelot: Královna Margot (La Reine Margot) (1995), Marie Medicejská (Marie de Médicis) (1996), Napoleon Bonaparte (1998)
- André Brunelin: Gabin (1995)
- Jean-Marc Loubier: Louis de Funès, četník a milovník růží (Louis de Funès, le berger des roses) (1995)
- Philippe Masson: Historie německé armády (Histoire de l'armée allemande) (1995)
- Frédéric Rey: Člověk Michelangelo (Homme Michel-Ange) (1996)
- Jean Marais: Pohádky (Contes) (1996), Příběhy mého života (Histoires de ma vie) (1997)
- Éric Joly, Pierre Affre: Záhadné bytosti žijí (Monstres sont vivants) (1997)
- Frédérique Hébrard: Zámek Olivierů (Le Château des oliviers) (1997)
- Yves Ballu: Horolezci (Les alpinistes) (1997)
- Pierre Boulle: Neštěstí těch druhých (Le Malheur des uns...) (1998)
- Marcel Pagnol: Dívenka s tmavýma očima (La petite fille aux yeux sombres) (1999)
- Alexandre Dumas starší: Paní z Monsoreau (La dame de Monsoreau) (2001)
- Jules Verne: Cesta do středu Země (Le voyage au centre de la terre) (2008)
- Odile Verdier, Philippe Verdier: Diana a Dodi (Diana et Dodi) (1998)

### Divadelní hry
Z francouzštiny přeložil více než 40 divadelních her, které hrají profesionální i amatérská divadla v celé České republice.
- Jean-Loup Dabadie, Jérôme Savary: D'Artagnan (1993)
- Alain Reynaud-Fourton: Monsieur Amédée (1996)
- André Castelot: Jmenovala jsem se Marie-Antoinetta (Je mappelais Marie-Antoinette) (1996)
- Loleh Belon: Pokoj pro přátele (La chambre des amis) (1997)
- Jean Cosmos, Michel Leviant: D'Artagnanova dcera (La fille de d'Artagnan) (1997)
- Pauline Doumale: Šťastný nový rok (La bonne année à toi-même) (1998)
- Jean-Paul Daumas: Hřbitov slonů (La cimitière des élephantes) (2000)
- Coline Serreau: Chytrolín a Hňup (Quisaitout et Grobeta) (2000)

Překládal i francouzské filmy a seriály pro dabing (Zámek Olivierů, Dívka v modrém), věnuje se i překladům dokumentárních filmů.

## Audioknihy
Jiří Žák načetl audioknihy:
- Cesta pokojného bojovníka, kterou napsal Dan Millman. Audiotkniha byla vydání k přiložitosti fóra Meltingpot.
- Mráz, první díl série s kriminalistou Martinem Servazem od Bernarda Miniera 19h20', Nakladatelství XYZ, 2016
- Kruh, druhý díl detektivní série Bernarda Miniera 19h4', Nakladatelství XYZ, 2016
- Tma, třetí díl detektivní série Bernarda Miniera 18h19', Nakladatelství XYZ, 2016

## Zajímavosti
Sbíral všechna vydání Máje Karla Hynka Máchy a staré pohlednice města Chrudim.